# جاستن فرانكل
جاستن فرانكل (بالإنجليزية: Justin Frankel)‏ هو مهندس ومبرمج وشخصية أعمال وعالم حاسوب أمريكي، ولد في 1978 في سيدونا في الولايات المتحدة.